# Полтавагаз
Полтавагаз - предприятие, обеспечивающее газоснабжение и газораспределение на территории города Полтавы и районов Полтавской области.

## История
Газификация Полтавы началась в 1957 году, в это же время в городе была создана производственно-эксплуатационная контора газового хозяйства. В дальнейшем, была выполнена газификация Миргорода, в 1960е годы началась газификация других населённых пунктов Полтавской области и возникла необходимость создания единой областной структуры по газификации, газораспределению и эксплуатации газового хозяйства.
В 1968 году в Полтаве был создан трест «Полтаваоблпромбытгаз», в состав которого были переданы все городские и районные конторы газового хозяйства области и газопроводы (общей протяженностью 400 км), в 1975 году трест и его структурные подразделения были реорганизованы в областное производственное объединение «Полтавагаз».
После провозглашения независимости Украины государственное ПО «Полтавагаз» было преобразовано в открытое акционерное общество.
После создания 16 июля 1996 года государственной акционерной холдинговой компании "Укргаз" предприятие перешло в ведение компании.
В августе 1997 года предприятие по газоснабжению и газификации ОАО «Полтавагаз» было отнесено к категории предприятий, имеющих стратегическое значение для экономики и безопасности Украины.
После создания 25 мая 1998 года Национальной акционерной компании "Нафтогаз Украины" предприятие перешло в ведение компании.
После создания в 2000 году компании "Газ Украины" ОАО «Полтавагаз» было передано в ведение ДК "Газ Украины".
В 2002 - 2008 годы в Кобелякском районе ОАО «Полтавагаз» был построен и в начале 2009 года - введён в эксплуатацию газопровод "Озера - Светлогорское" (в результате, были газифицированы села Григоро-Бригадировка, Солошино и Светлогорское).
В июне 2009 года на баланс "Полтавагаз" передали дополнительные распределительные газопроводы, ранее находившиеся в государственной собственности.
10 октября 2011 года Кабинет министров Украины принял постановление № 1053, в соответствии с которым передал половину контрольного пакета в размере 51% акций ОАО «Полтавагаз» из уставного капитала НАК "Нафтогаз Украины" в Фонд государственного имущества Украины для последующей приватизации, однако блокирующий пакет акций «Полтавагаз» в размере 26% акций остался в собственности "Нафтогаз Украины".
В августе 2012 года 26% акций ОАО «Полтавагаз» за 20,305 тыс. гривен были проданы киевской компании ООО ФК "Финэкс-Украина".
17 июля 2014 года Кабинет министров Украины принял решение о продаже 25% оставшихся в государственной собственности акций ОАО «Полтавагаз».

## Современное состояние
«Полтавагаз» обеспечивает газоснабжение 9 городов, 18 посёлков городского типа и 1015 сельских населённых пунктов на территории 17 из 25 административных районов Полтавской области, на балансе предприятия находятся аварийно-ремонтная служба газовых сетей, ремонтно-механические мастерские, 12 535,68 км распределительных и 7 453,26 км внутридворовых газопроводов, общая численность сотрудников составляет 2734 человека.